# Bulbophyllum falciferum
Bulbophyllum falciferum là một loài phong lan thuộc chi Bulbophyllum.